# 候人兮猗
候人兮猗是一首古代歌谣，相傳為大禹在治水工作的途中，遇見一位塗山氏女子。她看見禹，並且深愛上他。但禹也許是因為忙於治水，又也許是出自無意，所以並沒有理會她，便逕自離開，去往南方各地巡查治水的工作。塗山氏女子於是叫自己的侍女到塗山南邊去等候禹的歸來，並唱了一首自己創作的歌曲，名為《候人兮猗》。
「候人」，就是等待情人的意思。而「兮」、「猗」二字，僅是做為感歎用語。有人稱這首歌為中國第一首女聲獨唱，也有人考證，這首歌，是中國最早的一首南方民歌。這首歌另有一個名字，叫做《塗山氏妾歌》。